# Noma Dumezweni

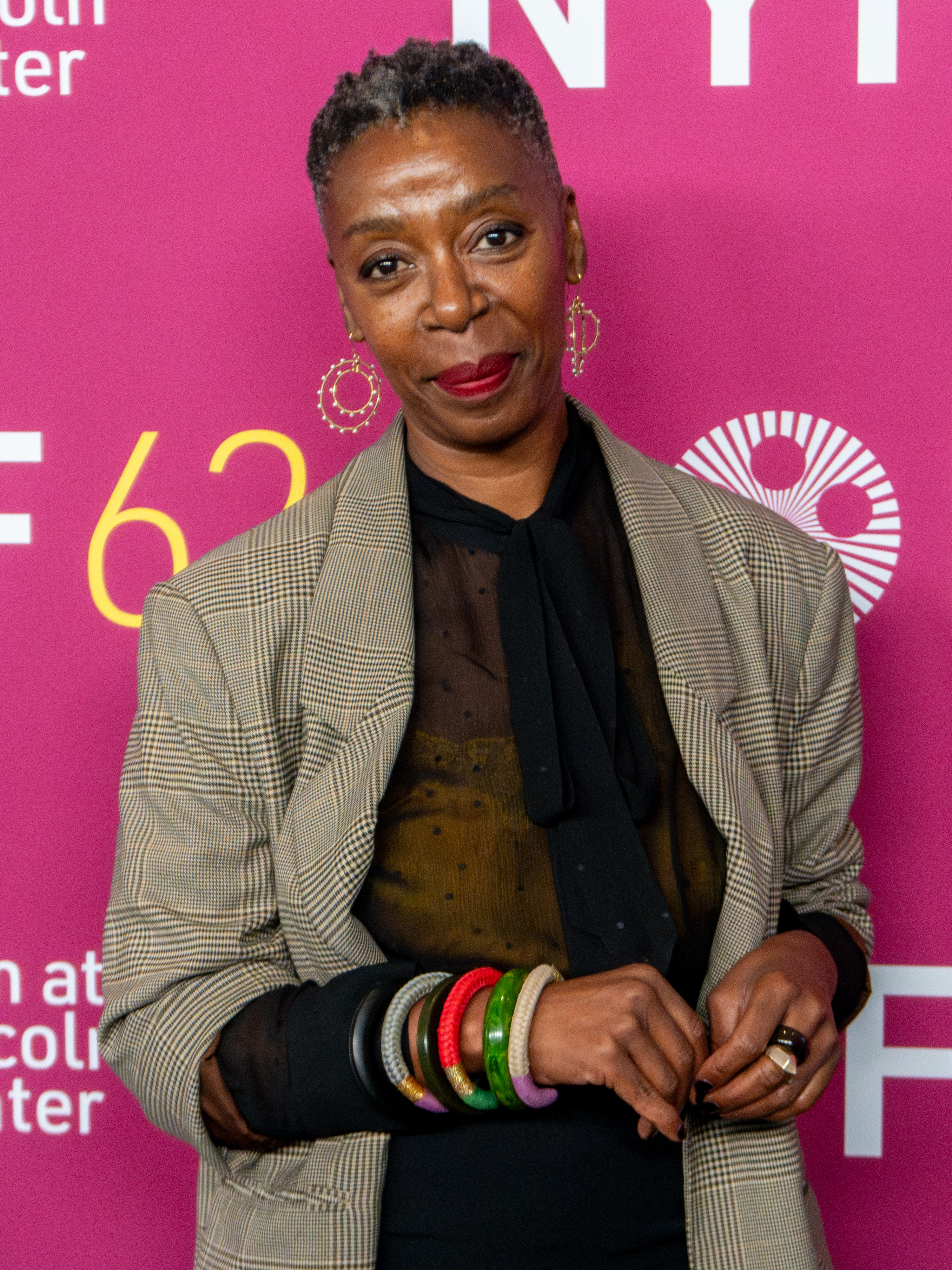
Noma Dumezweni (2024)

Noma Dumezweni (* am 28. Juli 1969) ist eine britische Schauspielerin.

## Leben
Im Jahr 2006 gewann Noma Dumezweni den Laurence Olivier Award für die beste Leistung in einer Nebenrolle für ihre Leistung als Ruth Younger in A Raisin in the Sun am Lyric Hammersmith Theatre. Im Jahr 2017 gewann sie den Laurence Olivier Award für die beste Darstellerin in einer Nebenrolle für ihre Leistung als Hermine Granger in der ursprünglichen West-End-Aufführung von Harry Potter and the Cursed Child; sie wiederholte die Rolle für die ursprüngliche Broadway-Aufführung der Show und wurde 2018 für den Tony Award als beste Hauptdarstellerin in einem Theaterstück nominiert.

## Filmografie (Auswahl)
- 2019: Der Junge, der den Wind einfing (The Boy Who Harnessed the Wind)
- 2020: The Undoing (Fernsehserie, 4 Folgen)
- 2021–2022: Made for Love (Fernsehserie, 16 Folgen)
- 2022: The Watcher (Fernsehserie, 7 Folgen)
- 2023: Only Murders in the Building (Fernsehserie, 2 Folgen)
- 2023: Retribution
- 2023: Arielle, die Meerjungfrau (The Little Mermaid)
- 2024: Loyal Friend (The Friend)
- 2024: Aus Mangel an Beweisen (Presumed Innocent, Miniserie, 8 Folgen)
- 2025: Murderbot (Fernsehserie, 10 Folgen)

## Auszeichnungen
Laurence Olivier Awards
- 2006: Auszeichnung für die Beste Leistung in einer Nebenrolle (A Raisin in the Sun)

Satellite Award
- 2020: Nominierung als Beste Nebendarstellerin (The Undoing)